# Philip Schneider
Pour les articles homonymes, voir Schneider.
Philip Schneider est un joueur autrichien de volley-ball né le 23 décembre 1981 à Feldkirch (Vorarlberg). Il mesure 2,00 m et joue central. Il totalise 80 sélections en équipe d'Autriche.

## Clubs
| Club                        | De        | À         |
| --------------------------- | --------- | --------- |
| Uniqua Salzbourg            |           | 2002-2003 |
| Tirol Innsbrück             | 2003-2004 | 2004-2005 |
| Avignon Volley-Ball         | 2005-2006 | 2005-2006 |
| AS Cannes                   | 2006-2007 | 2007-2008 |
| Aon hotVolleys Vienne       | 2008-2009 | 2008-2009 |
| Montpellier UC              | 2009-2010 | 2015-2016 |
| Stade Poitevin Volley Beach | 2016-2017 | 2016-2017 |
| Narbonne Volley             | 2017-2018 | 2017-2018 |

## Palmarès
- Championnat d'Autriche (2)
  - Vainqueur : 2005, 2009
- Coupe d'Autriche (2)
  - Vainqueur : 2004, 2005
- Coupe de France (1)
  - Vainqueur : 2007
  - Finaliste : 2010